# Sylört
Sylört (Subularia aquatica) är en växtart i familjen korsblommiga växter. 